# Тулуза (округ)
Тулуза (фр. Toulouse) — округ (фр. Arrondissement) во Франции, один из округов в регионе Юг-Пиренеи. Департамент округа — Верхняя Гаронна. Супрефектура — Тулуза.
Население округа на 2006 год составляло 924 618 человек. Плотность населения составляет 365 чел./км². Площадь округа составляет всего 2531 км².